# Аль-Джазіра
Аль-Джазіра (араб. الجزيرة, [aldʒazi: ra]; укр. острів або півострів в сенсі [Аравійський] півострів) — телевізійна мережа зі штаб-квартирою в місті Доха, Катар. Найбільша телемережа арабською мовою, англомовні передачі також ретранслюються у декількох країнах світу. Мовлення здійснюється за допомогою супутникового зв'язку та інтернету в багатьох регіонах світу.

## Історія і роль каналу
Мовлення почалося 1996 року з позики, наданої еміром Катару для заснування телекомпанії, до якої пізніше приєдналися колишні працівники міжнародної служби Бі-Бі-Сі. Вплив Аль-Джазіри на арабську аудиторію був значним — мешканці багатьох країн з диктаторськими режимами отримали змогу отримувати об'єктивну інформацію про події в регіоні. На відміну від інших телемереж Аль-Джазіра відзначилася об'єктивністю та виваженістю своїх репортажів. Світове визнання телемережа отримала після терористичних актів 11 вересня 2001 року, коли вона була першою, хто транслював звернення Осами бен Ладена.
Також під час війни США проти Іраку Аль-Джазіра була однією з небагатьох телемереж, яка транслювала критичні репортажі з місця подій. З початком мовлення англійською мовою Аль-Джазіра успішно конкурує з іншими провідними телемережами не тільки в арабському світі, але і в інших регіонах.
Роль Аль-Джазіри у світовому інформаційному просторі зросла на початку 2011 року під час масових протестів у низці арабських країн. Зокрема завдяки тому, що кореспонденти телекомпанії найбільш відкрито і детально висвітлювали події в Єгипті. 2 лютого 2011 керівництво американського телеканалу Link TV схвалило надання Аль-Джазірі 12 годин ефірного часу щодня.

## Нагороди
У 2012 році Фонд Рузвельта (англ. Roosevelt Stichting) в рамках проєкту «International Four Freedoms Award» присудив каналу «Аль-Джазіра» перемогу в номінації «Свобода слова і виразу». [Архівовано 26 червня 2012 у Wayback Machine.] У тому ж 2012 році за висвітлення Арабської весни та за надання «погляду на події, що відбуваються зсередини» Королівське телевізійне товариство (Royal Television Society, RTS) Великої Британії визнало катарський телеканал «Аль-Джазіра» кращим новинним каналом року. [Архівовано 8 червня 2012 у Wayback Machine.]